# Nguyễn Tế Công

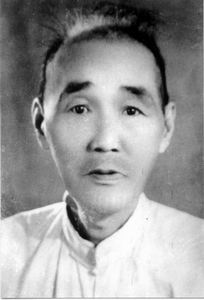
Tôn sư Nguyễn Tế Công

Nguyễn Tế Công (1877 - 1959) hay Nguyễn Tề Công là một võ sư Vĩnh Xuân Quyền người Việt gốc Hoa và được xem là Sư tổ hệ phái Vĩnh Xuân quyền Việt Nam.

## Tiểu sử

### Ở Trung Quốc
Nguyễn Tế Công (là tên chính thức được gia đình ghi trên bia mộ. Trong sách báo, ông còn có các tên là Nguyễn Tế Vân tức Yuen Chai-Wan, Tế Mặt rỗ tức Dao Pei Chai, Nguyễn Lão Tứ, Lương Vũ Tế...) sinh năm 1877 tại Phật Sơn, Quảng Đông, Trung Hoa, là một võ sư môn phái Vĩnh Xuân. Khi còn nhỏ anh em ông Nguyễn Tế Công rất ham mê võ nghệ. Vì các võ sư Vĩnh Xuân lúc bấy giờ thu học phí rất cao, cha của họ, ông Nguyễn Long Minh (Yuen Chong-Minh), đã dành một khoản gia tài nhỏ để mời quyền sư nổi tiếng Hoắc Bảo Toàn và, sau này, đón Phùng Thiếu Thanh về nhà dạy Vĩnh Xuân cho hai con là ông cùng với người em Nguyễn Kỳ Sơn (Yuen Kay Shan), sau này ông còn học hỏi thêm Lương Bích. Ở Trung Quốc ông đã thu nhận học trò như Diêu Tài.

### Tại Việt Nam
Trước đó, dù đã sang Việt Nam để dạy võ cho một nhóm người Hoa, nhưng phải tới năm 1939, ông Nguyễn Tế Công mới sang định cư ở Việt Nam và trở thành sư tổ môn phái Vịnh Xuân Việt Nam, ông dấn thân vào mục tiêu cao cả là bảo vệ những người lao động cô thế và phát triển Vịnh Xuân ở phương Nam. Từ năm 1939 đến 1954, sư tổ ở Hà Nội, thu nhận học trò và truyền dạy môn võ này. Những người theo học bao gồm cả người Hoa (Như Cam Thúc Cường) và người Việt, trong đó có một số được coi là những người kế vị. Hiện vẫn còn lưu được bức ảnh của ông chụp cùng với một số học trò ở Hà Nội. Trong số người này, trên thực tế chỉ có hai người mở lớp dạy môn Vĩnh Xuân là Trần Thúc Tiển và Trần Văn Phùng. Sau này ở miền Bắc còn có thêm nhánh của Ngô Sĩ Quý, và Vũ Bá Quý.
Cuối năm 1954, ông Nguyễn Tế Công cùng gia đình và một số học trò di cư vào Nam Bộ, hành nghề đông y và dạy võ ở Đồng Khánh, Chợ Lớn. Trong Nam ông có thu nhận thêm một số học trò như Lục Viễn Khai, BS Nguyễn Bá Khả - Bộ trưởng Bộ Y tế chính quyền Việt Nam Cộng hòa, Đỗ Bá Vinh - giáo sư kiến trúc... Sau này cũng có người đã mở lớp dạy môn võ Vĩnh Xuân như Hồ Hải Long (tên thật là Nguyễn Duy Hải), Đỗ Bá Vinh, Lục Viễn Khai... Tại Sài Gòn, Sư tổ Nguyễn Tế Công cùng gia đình sống ở ngõ Đồng Khánh, Chợ Lớn. Ông có để lại bộ ảnh chụp ông đánh bài 108 với mộc nhân, được coi là bài quyền cao cấp trong hệ thống quyền thuật Vĩnh Xuân Việt Nam.
Chiều ngày 23 tháng 6 năm 1959 (tức 18/5 Kỷ Hợi) ông Nguyễn Tế Công qua đời sau 2 ngày lâm bệnh và được an táng tại nghĩa trang Quảng Đông, Chợ Lớn. Sau này, thi hài ông đã được chuyển về nghĩa trang người Quảng Đông ở Lái Thiêu, Bình Dương. Ông có 2 người con, 1 trai 1 gái, đều không học võ. Hiện nay, cả hai người con của ông đều đã qua đời.